# Grailhen
Grailhen település Franciaországban, Hautes-Pyrénées megyében. Lakosainak száma 23 fő (2022. január 1.). Grailhen Gouaux, Adervielle-Pouchergues, Azet, Camparan, Guchan és Vielle-Louron községekkel határos.

## Népesség
A település népességének változása:
| Lakosok száma | 19   | 21   | 24   | 22   | 23   | 23   | 23   | 23   | 23   |
|               | 2013 | 2015 | 2016 | 2017 | 2018 | 2019 | 2020 | 2021 | 2022 |